# Gorgiás z Leontín
Gorgiás z Leontín (asi 483–376 př. n. l.) byl řecký filosof a zejména rétor, představitel první generace sofistů.

## Život a dílo
Gorgiás pocházel z města Leontini (dnes Lentini blízko Catanie na východním pobřeží Sicílie). Snad byl žákem filosofa Empedokla. Do Athén přišel už asi šedesátiletý 427 př. n. l. jako vedoucí poselstva svého města, které žádalo od Athén ochranu před Syrakusami. V Athénách se stal populárním zejména díky svému řečnickému umění a začal zde vyučovat rétoriku. Podle Aristotela byl jeho žákem Isokratés a silně ovlivnil také Perikla a historika Thúkydida. O jeho slávě svědčí, že byl v Athénách pověřen veřejnou řečí při pohřbu padlých. Později cestoval po řeckých městech a živil se jako řečník a učitel. Zemřel ve vysokém věku v Larisse v Thesálii roku 376 př. n. l.
Z Gorgiova díla se zachovaly dvě úplně řeči, totiž Enkomion čili Chvalořeč na Helenu Trojskou a Obrana Palamida, jež obě provokativně obracejí tradiční hodnocení dvou problematických postav z Homérových eposů. Je to tedy jakási persifláž na Homéra v duchu Hérakleitova výroku, že by ho měli vypráskat holí. Kromě toho se zachoval Epitafios, pohřební řeč k poctě padlých Athéňanů, kterou Platón paroduje v dialogu Menexenos, a řada zlomků u jiných autorů, zejména ze spisu O nejsoucím.

## Gorgiova rétorika
Gorgias přinesl do Athén řečnické umění, jak je na Sicílii a v jižní Itálii rozvinuli rétoři. Podle jejich zásad i způsobu života lze soudit, že navazovali na potulné pěvce, kteří přednášeli zejména homérské eposy, jež museli ovšem umět nazpaměť. Proto Gorgias vyzvedá význam rytmu, asonancí i rýmů ve veřejné řeči. Novinkami bylo používání soudobého atického dialektu a ovšem aplikace řeči na aktuální otázky, ovlivňování veřejného života, soudců i politiků. Ve své chvalořeči na Helenu Gorgias říká: „Řeč je mocnou vládkyní, která vykonává nejbožštější díla nejmenším a nejnepatrnějším tělem, neboť dovede i zahnat strach i odejmout zármutek i způsobit starost i zvětšit soucit.“
V Platónově Gorgiovi říká, že jen „schopnost přemlouvat řečmi i na soudě soudce i v radě členy rady i na sněmu sněmovníky“ přináší člověku to nejlepší, totiž „aby vládl nad jinými ve své obci“. Kdo dovede „mluvit a přemlouvat zástupy“, budou sloužit i lékaři, gymnasté a peněžníci, neboť on nakonec o všem rozhoduje. Sókratés proti tomu namítá, že ten, kdo lidi přemluví ke zlému, dělá to nejhorší i pro sebe; s tím Gorgias souhlasí, ale hájí se tím, že za zneužití řečnického umění nemohou jeho učitelé, a že je tedy obec nemá vyhánět.

## Gorgiova filosofie
Gorgias je jeden z prvních myslitelů radikální skepse, i když není zcela jasné, do jaké míry chápal své výroky jako provokace. Ve spisu O nejsoucím čili o přírodě, který byl zřejmě polemikou a možná i parodií na Parmenida, prý stanovil tři základní věty:
1. Nic není;
2. i kdyby bylo, člověk by je nemohl uchopit (poznat);
3. i kdyby je uchopil, nemohl by je sdělit a vysvětlit druhým.[5]

Na rozdíl od Prótagory a jiných sofistů Gorgias neučil ctnosti, snad proto, že byl přesvědčen, že žádná obecně platná ctnost není a co je pro lidi důležité je umět přesvědčovat a přemlouvat.